# 吉川まりあ
吉川 まりあ（よしかわ まりあ、1988年12月3日 - ）は、日本のタレント、グラビアアイドル、女優。ボックスコーポレーションに所属していた。

## 人物
- 趣味：おしゃべり
- 特技：声楽、ピアノ
- 桐朋女子中等・高等学校　普通科卒業
- 桐朋学園芸術短期大学声楽科卒業[1]。
- 尊敬する人は本田美奈子.
- 将来の夢はミュージカル女優（本人談）。
- 2014年12月3日、自身のTwitterで結婚を発表した。

## 出演

### 映画
- 魁!!男塾（2008年1月26日）
- うた魂♪（2008年4月5日）
- トワイライトシンドローム デッドゴーランド（2008年8月16日）
- あばしり一家 THE MOVIE（2009年11月21日） - ヒロイン・ユキ 役
- 仮面ライダーフォーゼ THE MOVIE みんなで宇宙キターッ!（2012年8月4日） - 佐久間珠恵 役（友情出演）
- メンタリスト響翔II〜心からの生還〜（2012年10月19日） - 河井涼子 役
- ひきこさんの惨劇（2013年） - 主演・稲見千恵 役　※Vシネマ
- ゲバルト（2013年11月30日） - ヒロイン・三沢舞子

### テレビドラマ
- 死ぬかと思った Case3 箱男（日本テレビ系）
- 女子アナ一直線!（テレビ東京系）
- 土曜ワイド劇場 鉄道捜査官⑧（テレビ朝日系）
- 正しい王子のつくり方（テレビ東京系）
- スペシャルドラマRESET（2009年1月、日本テレビ系）
- 古代少女隊ドグーンV（2010年10月 - 、毎日放送） - ドレちゃん 役
- 仮面ライダーフォーゼ（2011年9月 - 、テレビ朝日系） - 佐久間珠恵 役
- 家政婦のミタ 第9話（2011年12月7日、日本テレビ系） - 写真のみ
- ラスト♡シンデレラ 第1話（2013年4月11日、フジテレビ） - ショウコ 役
- 孤独のグルメ Season3 第2話（2013年7月17日、テレビ東京） - 女性スタッフ・田畑 役
- 闇金ウシジマくん Season2 第1話（2014年1月17日、毎日放送） - イヴ 役
- 科捜研の女 第13シリーズ 第13話（2014年2月20日、テレビ朝日） - 真嶋沙織 役
- 遺留捜査 第3シリーズ 第7話（2013年5月29日、テレビ朝日） - クラブホステス 役

### バラエティ番組
- 明石家さんちゃんねる（TBS系）
- くりぃむナントカ（テレビ朝日系）
- BSブランチ（BS-i）
- PON!（2010年4月22日、日本テレビ） - 「お手を拝借! 手相でスッPON!」にパオ♥として出演
- ホンマでっか!?TV（2010年7月5日、フジテレビ）

### ラジオ番組
- DJ Tomoaki's Radio Show!（2010年4月22日※20時台ゲスト、下北FM）

### インターネット配信
- GAZOO ドライブ情報 エコ女子どらい部 Vol.005～006 TOKYOエコドライブ湾岸編、Vol.007～008 TOKYOエコドライブ西東京編 - 岡田茉奈と共演

### 舞台
- Infinite「イケメン金融工学」（2012年7月25日 - 29日、SPACE107）
- ブルーカバーアクターズ公演 Vol.5「アイスクリームマン」（2012年9月25日 - 30日、TACCS1179）

### CD
- 鉄骨娘パオ♥ 〜パオ♥のテーマ〜 / ちょっきん-NA!（2010年4月21日、avex trax） - フォンチーとのユニット「パオ♥」として出演

### 写真集
- Dolly（2008年1月、彩文館出版、撮影：斉木弘吉）ISBN 978-4775602782
- Maria Veil（2012年4月27日、ワニブックス、撮影：木村晴）ISBN 978-4847044502